# Збережи вежу
«Збережи вежу» («Сбереги башню») — радянський телефільм 1979 року, знятий режисером Ізмаїлом Бурнацевим на Північно-осетинській студії телефільмів.

## Сюжет
У високогірному осетинському селі, де проводили археологічні розкопки, підробляв місцевий школяр Мурат. Заур, двоюрідний брат Мурата, який гостював у них на літні канікули, випадково знаходить на розкопках старовинний глечик із золотими монетами і приховує його від усіх. Восени Мурат переїхав до міста, де вступив до училища освоювати професію муляра. Якось він заступився за честь Олени, учениці того ж училища.

## У ролях
- В. Туаєв — Мурат
- Олена Березовська — Олена
- Муса Ахрієв — Заур
- Микола Саламов — майстер
- Коста Сланов — дідусь Булат
- Магомет Мадзаєв — археолог
- Коста Бірагов — Асланбек
- Римма Бритаєва — Мадіна
- Маїрбек Цихієв — директор училища
- Ахсарбек Бекмурзов — лейтенант міліції
- Валіко Апціаурі — Ірбек
- А. Амбалов — Керім
- Земфіра Галазова — епізод
- Надія Кокаєва — епізод
- Тотрбек Басієв — епізод
- Ф. Батаєва — епізод
- Урузмаг Баскаєв — археолог
- Г. Колієв — епізод
- Мурат Кумалагов — епізод
- Є. Муртазов — епізод
- Е. Олісаєва — епізод
- Т. Касаєв — епізод
- А. Алмаєв — епізод
- В. Рибкін — епізод
- В. Ревазов — епізод
- І. Худошин — епізод

## Знімальна група
- Режисер — Ізмаїл Бурнацев
- Сценарист — Володимир Файнберг
- Оператор — Алан Себетов
- Композитор — Фелікс Алборов